# 异野芝麻属
异野芝麻属（学名：Heterolamium）是唇形科下的一个属，为直立草本植物。该属仅有异野芝麻（Heterolamium debile）一种及其细齿变种（H. debile var. cardiophyllum）和尖齿变种（H. debile var. tochauense）两变种，分布于中国四川、湖南、陕西南部、湖北西部及云南东北部。